# S4C
S4C (em galês: Sianel Pedwar Cymru, Canal Quatro Gales) é um canal de televisão gratuito em língua galesa. Lançado em 1 de novembro de 1982, foi o primeiro canal de televisão destinado especificamente a um público de língua galesa. A sede da S4C está localizada em Carmarthen, no centro criativo e digital da Universidade de Gales Trinity Saint David, Yr Egin. Também possui escritórios regionais em Caernarfon e Cardiff. Em 2019-2020, a S4C tinha uma média de 101 funcionários.
O S4C é o quarto canal de televisão terrestre mais antigo do País de Gales, depois da BBC One, ITV e BBC Two.

## Programas
- Newyddion (informação)[2]
- Pobol y Cwm (dramaturgia)[3]
- Rownd a Rownd (dramaturgia)[4]
- Teletubbies (infanto-juvenil, com dobragem galesa)[5]
- Sam Tân (série de animação infantil)[6]
- Noson Lawen (comédia)[7]

### Outros
- Cân i Gymru (competição musical anual)[8]
- Côr Cymru (competição musical anual de coros)[9]